# قرار مجلس الأمن التابع للأمم المتحدة رقم 1307
قرار مجلس الأمن التابع للأمم المتحدة 1307، الذي اعتمد بالإجماع في 13 يوليو 2000، بعد الإشارة إلى القرارات السابقة بشأن كرواتيا، بما فيها القرارات 779 (1992) و 981 (1995) و 1147 (1998) و 1183 (1998) و 1222 (1999) و 1252 (1999) و 1285 (2000)، سمح المجلس لبعثة مراقبي الأمم المتحدة في بريفلاكا بمواصلة رصد عملية نزع السلاح في منطقة شبه جزيرة بريفلاكا في كرواتيا حتى 15 يناير 2001.
ورحب مجلس الأمن بالحالة التي يسودها الهدوء والاستقرار عموما في شبه جزيرة بريفلاكا، لكنه لا يزال يشعر بالقلق إزاء انتهاكات نظام نزع السلاح والقيود المفروضة على حرية تنقل مراقبي الأمم المتحدة. ورحبت بافتتاح نقاط العبور بين كرواتيا والجبل الأسود لتيسير حركة المرور المدنية والتجارية دون وقوع حوادث أمنية تمثل تدبيرا هاما من تدابير بناء الثقة بين البلدين. ولا يزال هناك قلق إزاء عدم إحراز تقدم نحو التوصل إلى تسوية لمسألة شبه جزيرة بريفلاكا المتنازع عليها وبرنامج لإزالة الألغام.
وجرى حث كل من كرواتيا وجمهورية يوغوسلافيا الاتحادية (صربيا والجبل الأسود) على التنفيذ الكامل لاتفاق بشأن تطبيع علاقاتهما، ووقف انتهاكات نظام نزع السلاح، والحد من التوتر، وضمان حرية التنقل لمراقبي الأمم المتحدة. ولا يزال المجلس يشعر بالقلق إزاء عدم إحراز تقدم في تنفيذ تدابير بناء الثقة. وقد طلب إلى الأمين العام كوفي عنان أن يقدم تقريرا بحلول 15 أكتوبر 2000 عن التوصيات المتعلقة بتدابير بناء الثقة بين الطرفين. وجرى حث الطرفين على الإبلاغ عن التقدم المحرز في مفاوضاتهما الثنائية مرتين في الشهر على الأقل.
وأخيرا، طلب إلى قوة تحقيق الاستقرار، المأذون بها في القرار 1088 (1996)، والتي مددت بموجب القرار 1305 (2000)، أن تتعاون مع برنامج الأمم المتحدة لدعم السلام في الأمم المتحدة.

## وصلات خارجية
- Text of the Resolution at undocs.org